# Vanneau d'Abyssinie
Vanellus melanocephalus
Espèce
Statut de conservation UICN

 LC  : Préoccupation mineure
Synonymes
- Protonyme : Lobivanellus melanocephalus
- Hoplopterus melanocephalus
- Tylibyx melanocephalus

Le Vanneau d'Abyssinie (Vanellus melanocephalus) est une espèce d'oiseaux endémique des montagnes d'Éthiopie.